# Botanophila sperata
Botanophila sperata este o specie de muște din genul Botanophila, familia Anthomyiidae. A fost descrisă pentru prima dată de Huckett în anul 1966.
Este endemică în California. Conform Catalogue of Life specia Botanophila sperata nu are subspecii cunoscute.